# Humanidad: La historia de todos nosotros
Humanidad: La historia de todos nosotros (en inglés Mankind: The Story of All of Us) es una serie de televisión estadounidense, de género documental, que se estrenó el 18 de noviembre de 2012. La transmite History todos los sábados. 
Al comienzo de cada capítulo, se narra que: No es una historia de nombres y fechas; es acción, lucha, heroísmo, peligro y adrenalina. 
Siglo por siglo, se narra la historia de la humanidad, entrelazando los sucesos históricos. 
La directora general de The History Channel Iberia, Carolina Godayol, destaca que "se trata de nuestra superproducción más ambiciosa hasta la fecha: recorreremos todas las épocas y acontecimientos, formando así una completa y rigurosa enciclopedia histórica audiovisual".

## Episodios
1. Inventores. El descubrimiento del fuego y la agricultura; construyendo pirámides; inventando comercio y mostrando el arte de la guerra.
2. Hombres de hierro. Los persas saquean el Medio Oriente, pero son detenidos por las fuerzas griegas en su interés de conquistar los Balcanes; el caos de la Edad Oscura causa que la humanidad busque nuevos metales para forjar nuestro futuro; el nacimiento de la democracia en Atenas y de la religión monoteísta.
3. Imperios. La crucifixión de Jesús da a luz una religión global: el cristianismo, pero sería perseguida  en el Imperio romano; mientras este busca nuevas rutas de intercambiar su cultura.
4. Guerreros. Roma es saqueada por los bárbaros, llevando a Europa a una Edad Oscura y dos fuerzas tratan de rehacer el mundo; los árabes entran en una fiebre de oro, hasta la prohibición del islam; los vikingos rejuvenecen las ciudades europeas y al llegar a América se convierten en caballeros cristianos.
5. Plaga. Genghis Khan, el guerrero más sangriento de la historia crea un gran imperio, barriendo todo a su paso desde Mongolia hasta China matando a 4 millones de personas con una enfermedad biológica conocida como la peste bubónica; mientras que en América las culturas precolombinas florecen.
6. Sobrevivientes. El oro de África empieza a renacer a Europa; el dinero viaja a Venecia, creando grandes oportunidades de comercio entre Europa y Asia; en China una nueva arma cambia la historia: la pólvora; con la imprenta de Gutenberg se imprimen más libros en menos tiempo; solo falta un viaje al Nuevo Mundo: América.
7. El Nuevo Mundo. Los aztecas crean un gran imperio que abarca América Central, pero va a ser destruido; mientras tanto a 11 mil km en Turquía, los turcos saquean Constantinopla; los europeos buscan nuevas rutas que conecten a Europa con Asia; el navegante italiano Cristóbal Colón descubre un nuevo mundo donde hay oro, entonces treinta años después los aztecas son conquistados.
8. Tesoro. Los españoles abren la mina de plata más grande del mundo ubicada en los Andes con monedas de 8 pesos, entonces crece la economía global; hay un boom en el mercado con la construcción del Taj Mahal; españoles y portugueses traen esclavos de África, pero una mano de obra nos cree pioneros mirando a la libertad
9. Pioneros La humanidad se embarca en una nueva era de exploración y domina la naturaleza. En América del Norte, Siberia y Australia, las antiguas tradiciones son arrasadas en nombre del comercio y la ciencia. Al cabo de cien años, el miedo irracional que provocó un juicio por brujería en Salem da paso a un grito muy racional de libertad. Los revolucionarios estadounidenses se enfrentan a un imperio poderoso. Comienza la batalla por el mundo moderno
10. Revoluciones Dos grandes revoluciones se entrelazan. La Revolución Americana inspira sueños de libertad política y personal. La Revolución Industrial reemplaza la fuerza muscular por máquinas, liberando a la humanidad de los límites de la naturaleza. Pero nuestro enemigo más antiguo, las enfermedades, prospera en las ciudades industriales. Con la guerra civil estadounidense, las dos revoluciones chocan. La primera guerra industrial del mundo, es una batalla para definir la libertad
11. Velocidad El fin de la Guerra Civil permite a la humanidad ir a toda marcha. Esta es una era de innovación, producción en masa y optimismo. Japón pasa de una sociedad feudal a una superpotencia industrial en 50 años. Pero el progreso tiene su lado oscuro. La demanda de caucho devasta a África. Y el deseo de construir más, más rápido y mejor conduce a un desastre titánico.
12. Nuevas fronteras. En plena Dust Bowl, un comerciante inventa el fertilizante a base de nitrógeno; la carretera más larga de América del Norte: la Autopista Alaska es construida; el arma más destructiva de la historia: la bomba atómica es fabricada; ocurre el primer trasplante de corazón y los medios de comunicación llevan a la transmisión de noticias a lo largo y ancho del mundo, ahora estamos en el presente y no sabemos que nos esperará en el futuro.